# 阿克苏黄耆
阿克苏黄耆（学名：Astragalus aksuensis）为豆科黄芪属的植物。其种加词“aksuensis”意为“新疆阿克苏的”。分布在俄罗斯以及中国大陆的新疆等地，生长于海拔2,000米至2,400米的地区，多生在山地森林带的林缘、林间空地及亚高山草甸等，目前尚未由人工引种栽培。

## 异名
- Phaca bracteosa Kar. & Kir.
- Tragacantha bracteosa (Kar. & Kir.) Kuntze